# Bocageopsis multiflora
Bocageopsis multiflora là loài thực vật có hoa thuộc họ Na. Loài này được (Mart.) R.E.Fr. mô tả khoa học đầu tiên năm 1931.